# Risaralda (ort)
Risaralda är en ort i Colombia.   Den ligger i departementet Caldas, i den centrala delen av landet, 200 km väster om huvudstaden Bogotá. Risaralda ligger 1 728 meter över havet och antalet invånare är 5 421.
Terrängen runt Risaralda är huvudsakligen kuperad, men åt nordost är den bergig. Risaralda ligger uppe på en höjd som går i nord-sydlig riktning. Runt Risaralda är det ganska tätbefolkat, med 239 invånare per kvadratkilometer. Närmaste större samhälle är Anserma, 18,7 km norr om Risaralda. I omgivningarna runt Risaralda växer i huvudsak städsegrön lövskog.